# JJ Villard's Fairy Tales
JJ Villard's Fairy Tales è una serie televisiva animata statunitense del 2020, creata da JJ Villard e prodotta da Cartoon Network Studios.
Presentata inizialmente durante lo scherzo del pesce d'aprile di Adult Swim, la serie è stata trasmessa negli Stati Uniti su Adult Swim dall'11 maggio al 15 giugno 2020, per un totale di sei episodi ripartiti su una stagione.

## Trama
La serie è basata sulle fiabe ordinarie dei Fratelli Grimm (come Riccioli d'oro e Biancaneve), interpretate da un punto di vista horror.

## Episodi
| Stagione       | Episodi | Prima TV USA | Prima TV Italia |
| -------------- | ------- | ------------ | --------------- |
| Prima stagione | 6       | 2020         | inedita         |

## Personaggi e doppiatori

### Personaggi principali
- Boypunzel, doppiato da Finn Wolfhard.
- Riccioli d'oro, doppiata da Milly Shapiro.
- Cappuccetto Rosso, doppiata da Jennifer Tilly.
- Pinocchio, doppiato da John Kassir.
- Tremotino, doppiato da Warwick Davis.
- Biancaneve, doppiata da Maika Monroe.

## Produzione
Il creatore JJ Villard ha esposto alcuni dei suoi progetti animati ai Cartoon Network Studios, tuttavia sono stati rifiutati. Sulla strada dell'uscita dagli studios, JJ Villard ha passato alcuni dei suoi concetti a Mike Lazzo, basati sulla fiaba di Biancaneve in stile horror, il quale li vide e gli accolse solo dopo il suo volo di ritorno da Los Angeles ad Atlanta. Successivamente, JJ Villard si è riunito con alcuni sceneggiatori del calibro di Johnny Ryan per comporre gli script degli episodi. Per animare la serie, il creatore si è rivolto volontariamente allo studio di animazione coreano Saerom Animation, autore di programmi televisivi come Dora l'esploratrice.
Il 7 novembre 2019, Adult Swim ha annunciato la nuova serie, insieme ai rinnovi delle stagioni di The Shivering Truth, 12 oz. Mouse (già annunciato precedentemente) e Lazor Wulf, programmandoli tutti per essere trasmessi nel 2020.
La produzione della serie è terminata tre settimane prima del suo debutto televisivo, superando inaspettatamente il budget programmato per la serie. La serie non presenta alcun personaggio ricorrente, difatti ogni personaggio è progettato per un episodio specifico.
La serie è stata presentata in anteprima la notte del 31 marzo 2020, come parte della tradizione annuale del Pesce d'Aprile di Adult Swim, insieme a varie altre serie. Lo stesso giorno è stato annunciato che la stagione completa verrà trasmessa dal 10 maggio 2020.